# Steppenfuchs
Der Steppenfuchs (Vulpes corsac) oder Korsak ist eine Art der Echten Füchse (Vulpini) innerhalb der Hunde (Canidae). Er ist über ein großes Gebiet von der unteren Wolga im europäischen Teil Russlands über West- und Zentralasien bis zur Mandschurei, Tibet und bis in den nördlichen Iran verbreitet. Sein Lebensraum sind hauptsächlich Steppen und Halbwüsten bis Wüsten. Wie die meisten Füchse ist auch der Steppenfuchs in erster Linie ein Fleischfresser, wobei er sich vor allem von Insekten und kleinen Säugetieren ernährt.
Gesicherte Angaben zur Bestandsgröße oder zur Bestandsentwicklung gibt es nicht. Der Steppenfuchs wird in seinem gesamten Verbreitungsgebiet vor allem wegen seines Pelzes (Korsakfell) bejagt. Aufgrund des großen Verbreitungsgebietes und der derzeit fehlenden ernsthaften Gefährdungen stuft die International Union for Conservation of Nature and Natural Resources (IUCN) ihn als „nicht gefährdet“ (Least concern) ein.

## Merkmale

### Allgemeine Merkmale

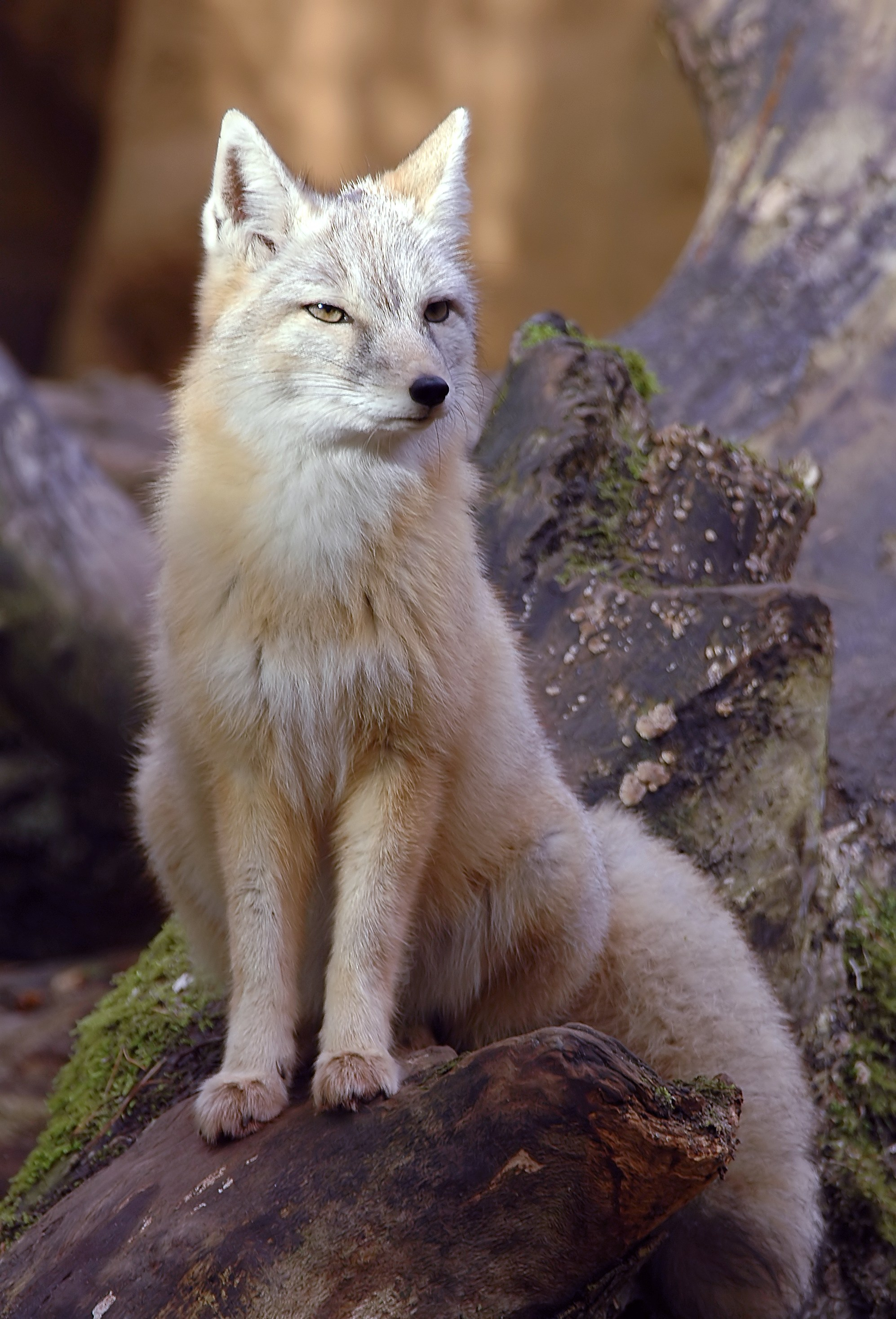
Steppenfuchs im Amersfoorter Zoo, Niederlande

Der Steppenfuchs erreicht eine Kopf-Rumpf-Länge von 45 bis 60 Zentimetern mit einem Schwanz von 24 bis 35 Zentimetern Länge und einem Gewicht von 1,6 bis 3,2 Kilogramm bei den Männchen und 1,9 bis 2,4 Kilogramm bei den Weibchen. Die Männchen sind also etwas größer und schwerer als die Weibchen. Davon abgesehen unterscheiden sich die Geschlechter äußerlich nicht, ein über die Größe hinausgehender Sexualdimorphismus ist also nicht ausgeprägt.
Die Tiere haben im Sommer ein braungraues bis rötliches Fell, das unterhalb der Kehle und am Bauch gelb oder weißlich ist. Der Kopf ist grau-ockerfarben oder braun, dabei etwas dunkler auf der Stirn mit einer weißen bis gelblichen Färbung um die Schnauze, die Kehle und den unteren Nackenbereich. Die Ohren sind mit einer Länge von 50 bis 70 Millimeter im Vergleich zu anderen Fuchsarten eher kurz und entsprechen in ihrer Färbung der des Rückens; die Vorderseite ist dabei braun gebändert, die Rückseite ockerfarben-braun bis rotbraun. Die Beine sind an der Vorderseite hell gelblich, die Seiten sind rostig-gelb. Die Hinterbeine sind bei gleicher Färbung etwas heller als die Vorderbeine. Die Schwanzlänge beträgt etwa die Hälfte der Kopf-Rumpf-Länge. Der Schwanz ist buschig und dicht behaart, die Farbe reicht von dunkel-ockerbraun bis graubraun. Oberseits ist er schwarz und er besitzt eine dunkle bis schwarze Spitze sowie etwa sechs bis sieben Zentimeter vom Ansatz entfernt einen schwarzen Fleck, der die Violdrüse markiert. Unterseits ist der Schwanz aschgrau bis braun oder rostbraun.
Der Steppenfuchs wechselt im Herbst und im Frühjahr sein Fell (Fellwechsel), wobei im Frühjahr das Winterfell vollständig ersetzt wird. Das Winterfell ist deutlich heller, dichter, weicher und seidiger, daher ist es als Pelz begehrt. Es besitzt einen mittig ausgeprägten braunen Streifen und die Haarspitzen sind silberweiß. Das Fell und die Haut schützen den Fuchs vor Kälte und extremen Wetterbedingungen, die für einen Großteil des Verbreitungsgebiets vor allem im Winter typisch sind. Die Maximalgröße der Haarporen liegt bei weniger als 2 Mikrometer und kann saisonal variieren. Dadurch werden die Isoliereigenschaften des Pelzes erhöht.
Da sich das Verbreitungsgebiet des Steppenfuchses mit dem mehrerer anderer Fuchsarten überschneidet, besteht in einigen Gebieten eine Verwechslungsgefahr. Vom ähnlichen, jedoch deutlich größeren Rotfuchs (Vulpes vulpes), der im größten Teil des Verbreitungsgebiets sympatrisch vorkommt, unterscheidet sich der Steppenfuchs vor allem durch die längeren Beine im Verhältnis zur Körpergröße. Durch die dunkle bis schwarze Schwanzspitze unterscheidet sich der Steppenfuchs zudem sowohl vom Rotfuchs als auch vom Tibetfuchs (Vulpes ferrilata), mit dem das Verbreitungsgebiet nur am Nordrand des tibetischen Hochlands überlappt. Auch dieser ist etwas größer und besitzt eine deutlich andere Kopfform sowie deutliche, dunkle Nackenstreifen. Der Afghanfuchs (Vulpes cana) unterscheidet sich vor allem in der Färbung und Körperform vom Steppenfuchs. Besonders markant sind bei dieser Art die dunklen Zeichnungen unter den Augen und das dunkelfleckige Fell. Der Bengalfuchs (Vulpes bengalensis) wiederum unterscheidet sich vom Steppenfuchs durch die sandgelbe Färbung der Ohren und der Rüppellfuchs (Vulpes rueppelli) durch die sandgelbe Fellfarbe, den dunklen Gesichtsfleck und den langen Schwanz mit weißer Spitze.

### Schädel- und Skelettmerkmale
| 3 | · | 1 | · | 4 | · | 2 | = 42 |
| 3 | · | 1 | · | 4 | · | 3 | = 42 |

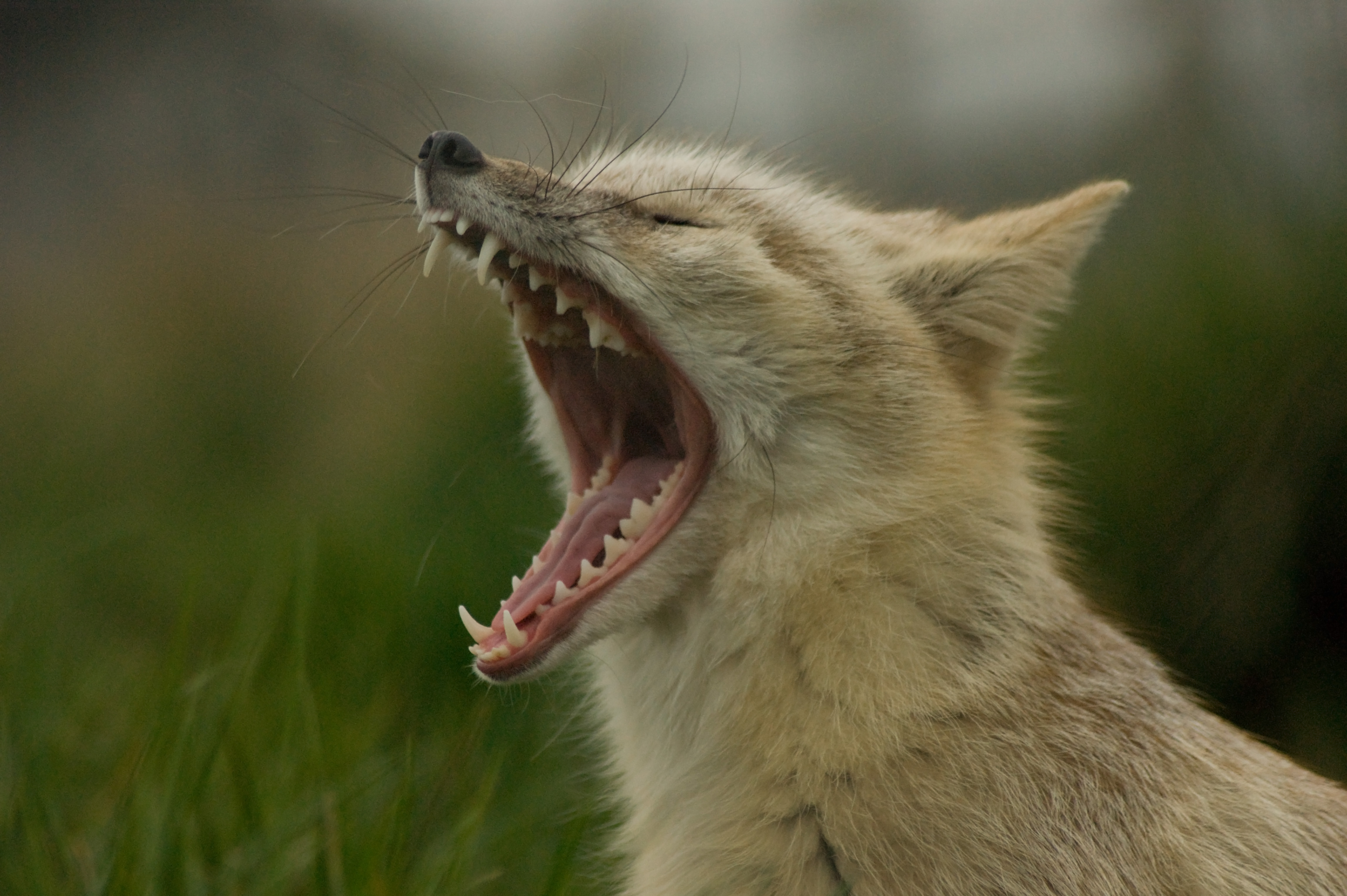
Gähnender Steppenfuchs mit gut sichtbarem Gebiss

Der Schädel hat eine Basallänge von 96 bis 113 Millimetern sowie eine maximale Breite im Bereich der Jochbögen von 57 bis 71 Millimetern. Im Bereich des Hirnschädels ist er 49 bis 50 Millimeter breit. Die Länge der knöchernen Schnauze beträgt 46 bis 52 Millimeter, wobei die Nasenbeine 36 bis 42 Millimeter lang sind. Im Vergleich zum Rotfuchs ist der Schädel kleiner, kürzer und zugleich etwas breiter, zudem sind die Eckzähne beim Steppenfuchs kräftiger.
Die Zahnreihe im Oberkiefer ist 48 bis 55 Millimeter lang und die Zähne sind vergleichsweise klein. Der Fuchs besitzt drei Schneidezähne (Incisivi), einen Eckzahn (Caninus), vier Vorbackenzähne (Praemolares) und zwei Backenzähne (Molares) in einer Oberkieferhälfte und drei Schneidezähne, einen Eckzahn, vier Vorbackenzähne und drei Backenzähne in einer Unterkieferhälfte. Insgesamt besitzen die Tiere 42 Zähne. Der erste Backenzahn ist im Vergleich zu dem anderer Fuchsarten deutlich kleiner.

### Genetik
Der Steppenfuchs hat einen einfachen Chromosomensatz (n) von 18 und einen diploiden Chromosomensatz von 36 Chromosomen in jeder Zelle. Dabei wird angenommen, dass sich dieses Genom bei dem gemeinsamen Vorfahren des Steppen- und des Rotfuchses durch Verschmelzungen aus einem ehemals mit 68 Chromosomen ausgestatteten Genom entwickelt hat, wobei die Art der Verschmelzung bei beiden Arten unterschiedlich war. Für verschiedene Gene und Genabschnitte sowohl der Kern-DNA wie auch der mitochondrialen DNA liegen Sequenzdaten vor, die vor allem für phylogenetische Analysen genutzt wurden. Dabei handelt es sich unter anderem um die Sequenzen des Cytochroms b sowie der Gene COI und COII, die alle aus der mitochondrialen DNA stammen und häufig als Standard für diese Analysen genutzt werden.

## Verbreitung und Lebensraum

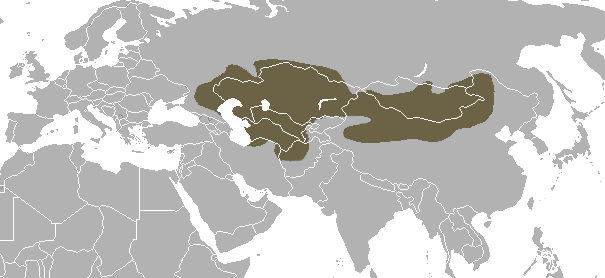
Verbreitung des Steppenfuchses

Das Verbreitungsgebiet des Steppenfuchses umfasst die Steppen-, Halbwüsten und Wüstengebiete Zentralasiens und reicht von der unteren Wolga über West- und Zentralasien bis in die Mandschurei und nach Tibet. In Europa lebt die Art bis in die Region Samara, Tatarstan und im nördlichen Kaukasus. Von hier reicht die Verbreitung über Turkmenistan, Usbekistan, Tadschikistan und Kasachstan bis in die Steppen- und Waldsteppengebiete Russlands einschließlich des südlichen Bereichs von Westsibirien. Zudem lebt der Steppenfuchs in der Region Transbaikalien sowie in der gesamten Mongolei mit Ausnahme der bewaldeten Bergregionen und im Nordosten der Volksrepublik China mit der Mandschurei, der Inneren Mongolei sowie dem Gebiet zwischen dem Argun und dem Großen Hinggan-Gebirge, in der Dsungarei und Kaschgar in Xinjiang sowie in Afghanistan und im Nordosten Irans. Die südliche Verbreitungsgrenze ist unbekannt. Sie reicht in China wahrscheinlich bis zu den Gebirgszügen, die das Hochland von Tibet im Norden begrenzen.
In der jüngeren Vergangenheit wurde eine Erweiterung des Verbreitungsgebietes nach Westen verzeichnet, die wahrscheinlich der Verbreitung und Erholung der Bestände des Steppenmurmeltieres (Marmota bobak) bis in die Region Woronesch folgt. Einzelne Sichtungen der Art sind zudem aus den Steppengebieten der Ukraine bis Pawlodar, dem östlichen Transkaukasien in Aserbaidschan und vielleicht auch aus dem westlichen Kirgisistan dokumentiert.
Sein Lebensraum sind hauptsächlich Steppengebiete und Halbwüsten- bis Wüstengebiete. Er meidet Gebirgsregionen und fehlt in der Regel in Wäldern, Gebüschen und Gehölzen sowie in Siedlungsgebieten. Lokal kann er auf der Nahrungssuche auf landwirtschaftlich genutzten Flächen auftauchen und dort nach Beutetieren jagen.

## Lebensweise

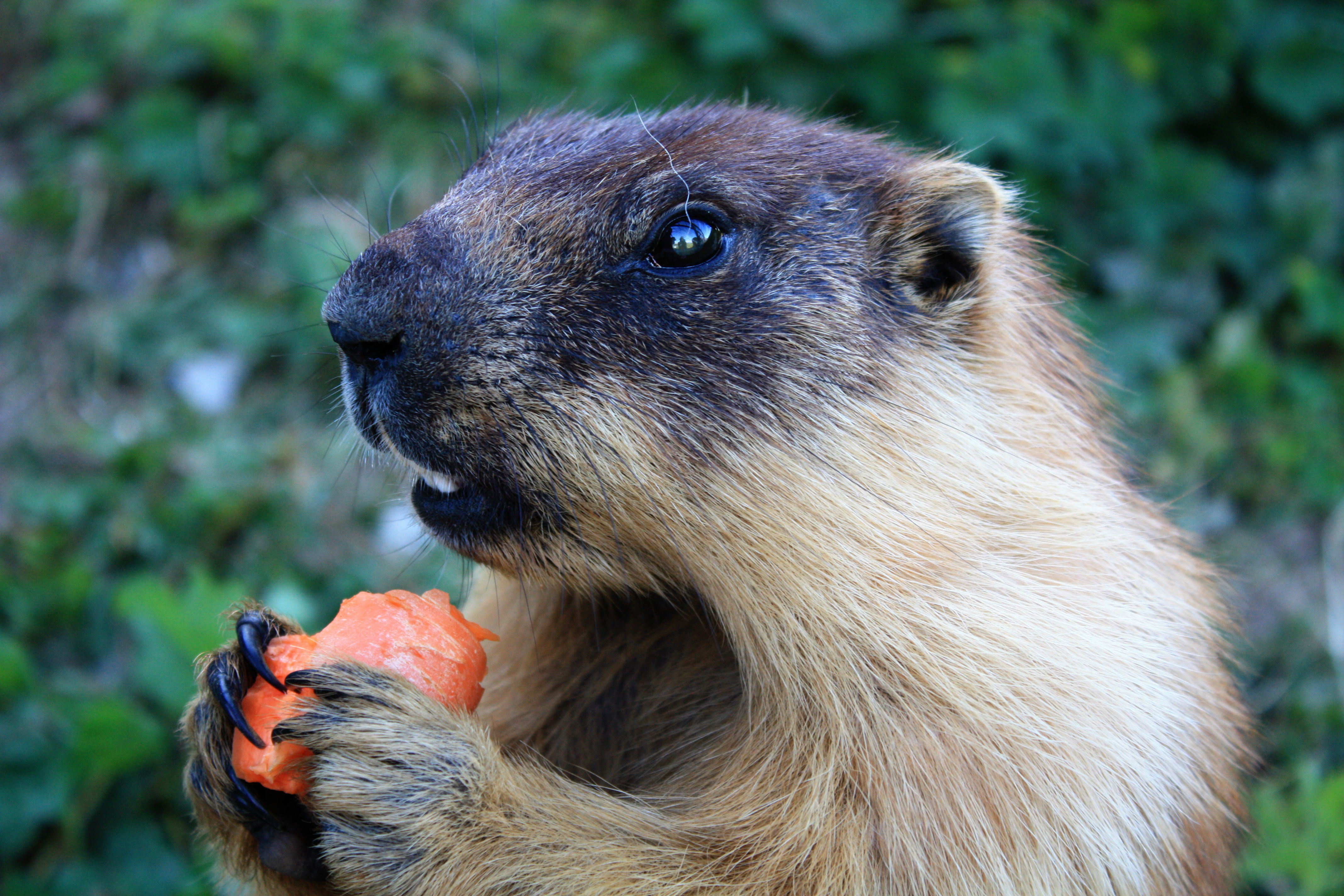
Der Steppenfuchs nutzt vor allem die Baue des Sibirischen Murmeltieres als Unterschlupf.

Der Steppenfuchs ist sowohl an Trockenheit als auch an Kälte und extreme Witterung angepasst. Er kann längere Zeit ohne Wasser und Nahrung auskommen. Vor allem in Steppenregionen sucht der Fuchs häufig Wasserstellen auf, an denen er auch seine Beute findet. Er ist vor allem nachtaktiv, wobei die Jagdzeit in der Regel am Abend beginnt und ihren Höhepunkt in der ersten Nachthälfte und danach wieder kurz vor dem Sonnenaufgang hat. Insbesondere im Sommer während der Zeit, in der die Jungtiere versorgt werden müssen, können die Tiere jedoch auch tagsüber aktiv sein.
Die Sozialstruktur basiert vor allem auf der Familiengruppe. Als Bau nutzt der Steppenfuchs überwiegend verlassene Baue von Murmeltieren oder anderen Nagetieren, seltener die von Rotfüchsen oder Dachsen. Im Norden seines Verbreitungsgebietes werden insbesondere die Baue des Sibirischen Murmeltieres (Marmota sibirica) genutzt. Einer Studie aus der Mongolei zufolge nutzen die Steppenfüchse die Murmeltierbaue regelmäßig und signifikant häufiger als die anderer Arten, wodurch das Murmeltier als Schlüsselart für die Ökologie der Region betrachtet werden kann. Die Baue sind in der Regel nicht tief und haben einen bis vier Eingänge. Sie dienen dem Schutz vor schlechter Witterung sowie vor Fressfeinden. Vor allem während der harten Winterstürme und bei starkem Frost bleiben die Füchse im Bau, wobei sich mehrere Füchse einen Bau teilen können. Die Wurfbaue sind häufig mit mehr Eingängen ausgestattet, die in eine zentrale Kammer führen.
Die Größe des Aktionsraums variiert sehr stark entsprechend der Verfügbarkeit von Beutetieren und anderer Ressourcen. In optimalen Lebensräumen kann sich der Aktionsraum eines Paares auf einen Quadratkilometer beschränken, unter ungünstigen Bedingungen ist er 35 bis 40 Quadratkilometer groß. Markierungen mit Urin oder Kot (Fäzes) kommen vor allem in der Nähe der Wurfbauten vor, im Vergleich zu anderen Arten sind sie jedoch selten. Die bevorzugte Form der Kommunikation ist das Bellen, wobei ein Spektrum von verschiedenen Belllauten bei Jagd, Territorialverhalten, Paarung sowie Bedrohung zur Verfügung steht. Hinzu kommen kurze und hohe Töne bei der Nahkommunikation wie Winseln und Fieptöne.
Im Winter versucht er, tieferen Schnee von mehr als 15 Zentimetern zu meiden; in ihn würde er aufgrund des vergleichsweise hohen Gewichtsdrucks von 68–80 g/cm² einsinken, wodurch seine Bewegungsfähigkeit eingeschränkt wäre. Der Rotfuchs hat zum Vergleich einen Gewichtsdruck von nur 27–30 g/cm². Entsprechend bevorzugt der Steppenfuchs von Paarhufern festgetretenen Schnee und folgt den Herden der Saiga (Saiga tatarica), der Kropfgazelle (Gazella subgutturosa) oder der Mongolischen Gazelle (Procapra gutturosa), die zudem potenzielle Beutetiere aufschrecken und damit für den Fuchs jagbar machen. Im Winter kann der Steppenfuchs insbesondere aus den nördlichen Teilen des Verbreitungsgebietes Wanderungen in den Süden vornehmen, wobei zwischen 50 und 600 Kilometer zurückgelegt werden. Zudem zieht er von Wald- und Grassteppengebieten in Halbwüstengebiete, in denen das Beutetieraufkommen im Winter größer ist.
Weil sich der Steppenfuchs leicht zähmen lässt, wurde er im 17. Jahrhundert in Russland oft als Haustier gehalten.

### Ernährung

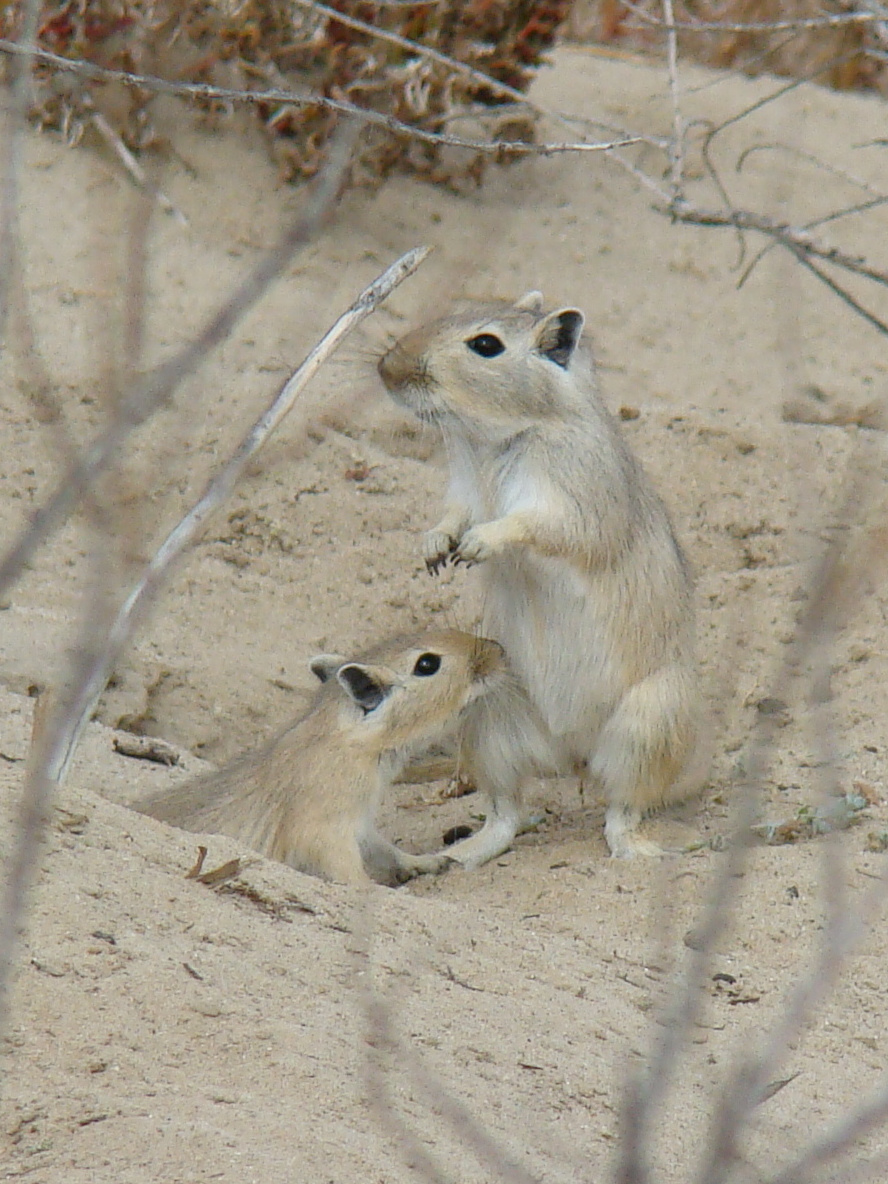
In einigen Gebieten gehört die Große Rennmaus zu den häufigsten Beutetieren des Steppenfuchses.

Der Steppenfuchs ernährt sich als opportunistischer Jäger vor allem von kleinen bis mittelgroßen Säugetieren und Insekten, aber auch von Vögeln oder pflanzlichem Material. Innerhalb seines Verbreitungsgebietes kann die Zusammensetzung des Beutespektrums entsprechend der vorkommenden und dominierenden Arten variieren. Im Norden des Verbreitungsgebietes stellen die Wühlmaus Microtus gregalis und der Steppenlemming (Lagurus lagurus) einen Großteil der Beutetiere, während in anderen Teilen die Große Rennmaus (Rhombomys opimus) und Rennratten (Meriones), Springmäuse wie die Pferdespringer (Allactaga) oder die Raufuß-Springmäuse (Dipus), Grauhamster (Cricetulus) und Kurzschwanz-Zwerghamster (Phodopus), verschiedene Gattungen der Wühlmäuse wie Alticola, Lasiopodomys und Microtus sowie Langschwanzziesel (Spermophilus undulatus) anteilig überwiegen können. Größere Tiere wie Pfeifhasen (Ochotona), Echte Hasen (Lepus) oder Murmeltiere (Marmota) werden dagegen nur selten bei besonderer Gelegenheit erbeutet. In Teilen von China wurde der Steppenfuchs zudem als einer der Hauptprädatoren für die Asiatische Kragentrappe (Chlamydotis macqueenii) identifiziert.
In der Regel jagen die Füchse allein, vor allem im Sommer, allerdings wurden auch kleine Jagdgruppen beobachtet, die wahrscheinlich Familiengruppen oder sozial eng verbundene Gruppen darstellen. Vor allem im Winter, wenn die Beutetiere selten sind, ernährt sich der Steppenfuchs auch von Beuteresten des Wolfs sowie anderen Aasresten. In Gebieten, in denen der Fuchs nahe menschlicher Ansiedlungen lebt, sucht er auch im Müll nach Nahrung. Hinzu kommen Pflanzen, wobei der Steppenfuchs weniger Früchte, sondern vielmehr Lauch wie Allium polyrhizum, Spargel wie Asparagus gobicus sowie den Erd-Burzeldorn (Tribulus terrestris) konsumiert.

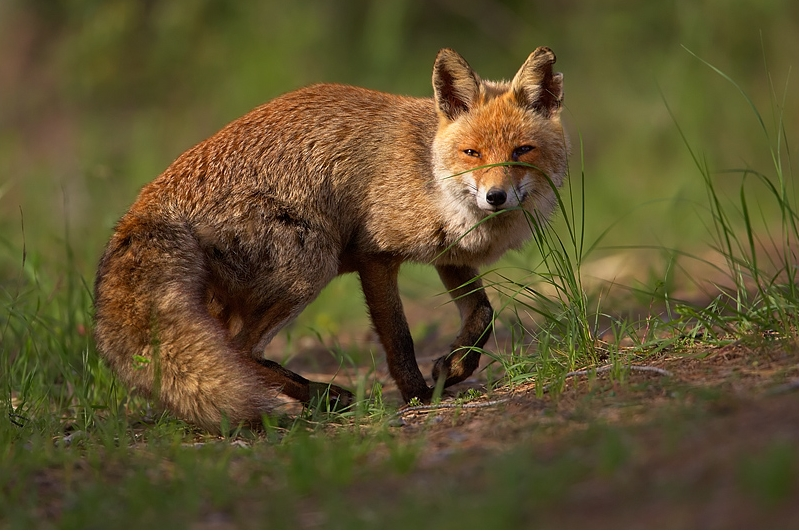
Der Rotfuchs konkurriert vor allem im Winter mit dem Steppenfuchs um Beutetiere.

Die hauptsächlichen Nahrungskonkurrenten des Steppenfuchses sind andere Raubtiere, vor allem der Rotfuchs (Vulpes vulpes) sowie der Wolf (Canis lupus). Hinzu kommen vor allem in nahrungsarmen Zeiten, hauptsächlich im Winter, regional auch der Europäische Dachs (Meles meles), mehrere Marderarten wie das Hermelin (Mustela erminea), das Altaiwiesel (Mustela altaica), der Steppeniltis (Mustela eversmanii), das Mauswiesel (Mustela nivalis) und das Feuerwiesel (Mustela sibirica) sowie der Tigeriltis (Vormela peregusna) und die Manul (Felis manul). Weitere Konkurrenten sind Greifvögel wie der Würgfalke (Falco cherrug), die Steppenweihe (Circus macrourus) und die Kornweihe (Circus cyaneus), der Steppenadler (Aquila nipalensis), der Raufußbussard (Buteo lagopus) und der Adlerbussard (Buteo rufinus). Die größte Überschneidung besteht dabei mit dem Rotfuchs, der sich wie der Steppenfuchs vor allem von Insekten und kleinen Nagetieren ernährt. Einer Studie anhand von Kotuntersuchungen aus der Mongolei zufolge unterscheidet sich die Nahrung vor allem im Frühjahr und Sommer in der Zusammensetzung, wobei der Steppenfuchs deutlich mehr Käfer und weniger Grillen erbeutet als der Rotfuchs. Zudem ernähren sich Rotfüchse zu einem größeren Anteil von Fleischresten größerer Säugetiere (Aas) als Steppenfüchse. Durch diese Verteilung entsteht Konkurrenz um Nahrung vor allem in den Wintermonaten, wenn keine Insekten vorhanden und die Nahrungsressourcen deutlicher begrenzt sind.

### Fortpflanzung und Entwicklung

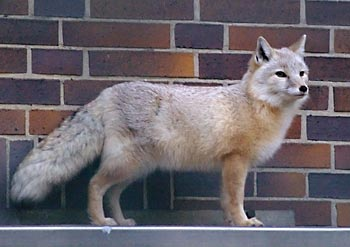
Aufnahme aus dem Zoo Berlin

Die Weibchen bringen nur einen Wurf pro Jahr zur Welt. Die Paarungszeit fällt im größten Teil des Verbreitungsgebietes in die Zeit von Januar bis März, wobei der Eisprung der Weibchen in der Regel im Januar oder Februar erfolgt. Zum Beginn der Paarungszeit schließen sich die Tiere zu Gruppen zusammen, wobei mehrere Männchen einem paarungswilligen Weibchen folgen und auch gegeneinander kämpfen. Sobald das Weibchen ein Männchen gewählt hat, lebt das Paar monogam und gemeinsam in einem Bau. Die Tragzeit dauert 52 bis 60 Tage und die frühesten Geburten (Würfe) fallen auf Mitte März, die meisten aber in den April. Die Würfe umfassen in der Regel fünf bis sechs Jungtiere, die Spanne reicht jedoch von zwei bis zehn Welpen. Da es vor allem in Jahren mit hoher Nahrungsverfügbarkeit zu größeren Würfen kommt, besteht wahrscheinlich ein Zusammenhang zwischen Wurfgröße und Verfügbarkeit von Nahrung.
Die neugeborenen Jungtiere haben eine Körperlänge von 130 bis 140 Millimeter bei einem Gewicht von 60 bis 65 Gramm. Sie sind blind und taub und haben ein hellbraunes und weiches Fell mit einem einfarbigen Schwanz; die Adultfärbung bekommen sie erst während der weiteren Entwicklung. Die Augen öffnen sich nach etwa 14 bis 16 Tagen. Nach etwa 28 Tagen können die Jungtiere erstmals Fleisch fressen. Ab Mitte Mai kommen die Jungtiere zum ersten Mal aus den Bauen. Nach dem Wurf lebt das Weibchen für etwa zwei Monate allein mit den Jungtieren im Bau, während das Männchen einen eigenen Bau in der Nähe bezieht oder einfach außerhalb des Baus lebt; es beteiligt sich allerdings sowohl an der Fütterung als auch am Schutz der Jungtiere. Die Weibchen wechseln den Bau mit den Jungtieren während dieser Zeit bis zu zwei- oder dreimal, wenn es zu Parasitenbefall kommt. Es kommt auch vor, dass zwei Weibchen gemeinsam mit ihren Würfen in einem Bau leben, und auch Hilfe bei der Jungenaufzucht durch Artgenossen kommt vor. Nach der Entwöhnung der Welpen kann das Weibchen mit dem Männchen einen Bau beziehen, während die Jungtiere allein im Wurfbau bleiben.
Das Wachstum und die Entwicklung der Jungtiere erfolgt sehr rasch, bereits nach vier Monaten haben sie die Größe der Eltern erreicht. Die Geschlechtsreife erreichen sie nach neun Monaten, sodass sie sich am Ende ihres ersten Lebensjahres zum ersten Mal verpaaren können. Meist verlassen die Jungtiere den elterlichen Bau, bleiben in der Regel jedoch in der Nähe und können zur Herbst- und Wintersaison auch wieder zurückkehren.
Zu den Hauptfaktoren der Mortalität bei Jungtieren im Bau gehören Krankheiten und Prädatoren sowie möglicherweise Ameisen, die nach Hinweisen von Jägern die hilflosen Welpen attackieren. Innerhalb der Populationen des Steppenfuchses nehmen die Mortalitätsraten durch den Nahrungsmangel vor allem während langer und harter Winterperioden stark zu. Die ausgewachsenen Tiere können ein Alter von bis zu neun Jahren erreichen.

### Fressfeinde und Parasiten

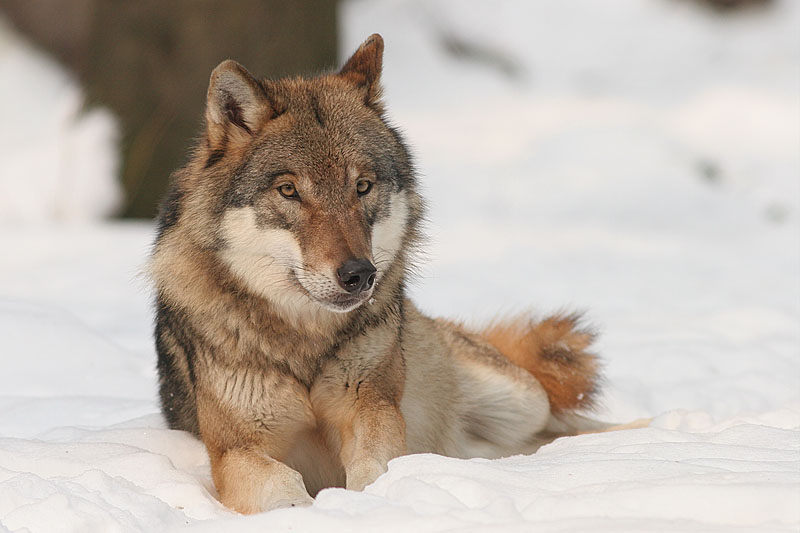
Der Wolf ist zugleich Konkurrent und vor allem im Winter potenzieller Fressfeind.

Zu den Fressfeinden des Steppenfuchses gehören vor allem größere Raubtiere wie der Wolf und auch wildernde Haushunde. Der Jagddruck durch Wölfe ist vor allem im Winter bei starkem Schneefall hoch. Rotfüchse, die deutlich größer als Steppenfüchse sind, dringen im Sommer in die Bauten ein und verdrängen die Steppenfüchse und töten die Jungtiere, fressen sie jedoch nicht. Daneben wird der Steppenfuchs auch von Greifvögeln wie dem Steinadler (Aquila chrysaetos), dem Kaiseradler (Aquila heliaca) und dem Hochlandbussard (Buteo hemilasius) sowie von Eulen wie dem Uhu (Bubo bubo) und der Schneeeule (Nyctea scandiaca) erbeutet, zudem wurden Überreste von Steppenfüchsen auch in den Nestern von Mönchsgeiern (Aegypius monachus) gefunden.
Wie andere Füchse ist auch der Steppenfuchs Wirt verschiedener Parasiten, die als Ektoparasiten auf der Haut oder als Endoparasiten im Körper des Fuchses leben. Zu letzteren gehören dabei vor allem parasitisch lebende Fadenwürmer wie Trichinella pseudospiralis und Trichinella nativa sowie die zu den Bandwürmern zählenden Echinococcus multilocularis und Mesocestoides lineatus. Hinzu kommen die Kratzwürmer Macracanthorhynchus catulinus sowie die Kokzidien Isospora buriatica und Eimeria heissini. Vor allem im Norden Kasachstans ist die sehr hohe Prävalenz der Infektionen mit Trichinella nativa darauf zurückzuführen, dass Fuchskadaver als Köder ausgelegt werden und sich damit die Infektionen weitertragen. Zudem ist der Steppenfuchs ein natürliches Reservoir des parasitischen Einzellers Leishmania donovani, der ein wichtiger Erreger der viszeralen Leishmaniose ist, sowie Zwischenwirt von Sarcocystis corsaci. Er kann unter Laborbedingungen zudem mit Sarcocystis citellivulpes infiziert werden und bildet sieben oder acht Tage später Sporozoen. Der Steppenfuchs ist auch Träger und Überträger der Tollwut und der Staupe.
Unter den Ektoparasiten sind vor allem zahlreiche Arten der Flöhe sowie Milben und Zecken relevant. Der Befall mit Flöhen ist saisonal und regional verschieden, er ist am höchsten im Herbst.

## Evolution und Systematik

### Fossilgeschichte
Als naher Verwandter oder Vorgänger des Steppenfuchses wird die Art Vulpes praecorsac betrachtet, die im frühen Pleistozän nachgewiesen ist und in Europa gelebt hat. Fossilienfunde der Art gibt es aus Österreich und Ungarn.
Der älteste fossile Nachweis des Steppenfuchses stammt aus dem mittleren Pleistozän in China. Für das späte Pleistozän ist der Fuchs von der heutigen Schweiz, also von Mitteleuropa, bis in das nördliche China und in den Ural nachgewiesen. Aus dieser Zeit sind wenigstens 535 Knochenreste von mindestens 26 Individuen der Art aus der Prolom-II-Höhle von der Halbinsel Krim, Ukraine, nachgewiesen, welche in jener Zeit auch von mittelpaläolithischen Jäger-Sammler-Gruppen genutzt wurde, und einige Funde dokumentieren das Vorkommen der Art auf der Krim sowohl in der pleniglazialen Periode (vor 75.000 bis 15.000 Jahren) wie auch in der spätglazialen Zeit von 15.000 bis 9.500 Jahren.

### Systematik
Die wissenschaftliche Erstbeschreibung des Steppenfuchses stammt von Carl von Linné aus dem Jahr 1768. Er beschrieb den Fuchs als Canis corsac und ordnete ihn damit in die Gattung Canis ein. Als Typus wird ein Individuum aus den Steppengebieten des nördlichen Kasachstan (ehemals Sowjetunion) nahe Petropawlowsk benannt. 1912 beschrieb Kastschenko Vulpes nigra, heute ein Synonym des Artnamens. Ognev ordnete die von Linné beschriebene Art 1935 als Vulpes corsak corsak ebenfalls der Gattung Vulpes zu. Im selben Jahr wurde durch Dorogostaiska eine heute nicht mehr gültige Unterart als Vulpes corsac skorodumovi erstmals unter dem heute gültigen Binomen Vulpes corsac beschrieben. Das Artepithethon corsac leitet sich vom russischen bzw. türkischen Namen des Steppenfuchses ab.
Der Steppenfuchs wird heute gemeinsam mit elf weiteren Arten in die Gattung Vulpes eingeordnet. Auf der Basis von morphologischen und molekularbiologischen Daten wurde er von Binninda-Emonds et al. 1999 als Schwesterart des Tibetfuchses (Vulpes femitata) erkannt, beide gemeinsam bilden die Schwestergruppe eines Taxons aus dem Rotfuchs (V. vulpes) und dem Rüppellfuchs (V. rueppelli). Durch die Untersuchungen von Zrzavý & Řičánková 2004 wurde diese Position nicht bestätigt, demnach wurde der Tibetfuchs basal in der Gattung eingeordnet.
Mit der Nominatform Vulpes corsac corsac und mit Vulpes c. kalmykorum werden nach Wilson & Reeder 2005 zwei Unterarten unterschieden, während Clark et al. 2008 mit V.c. turkmenicus und Sillero-Zubiri 2009 zusätzlich mit V.c. scorodumovi zwei weitere Unterarten benennen. Nach letzterem lebt Vulpes c. corsac im nördlichen Teil des Verbreitungsgebietes bis zu den Steppengebieten des Altai, Vulpes c. kalmykorum im Wolgabecken und dem Volgo-Ural, V. c. scorodumovi im nördlichen China, der Mongolei und Teilen Russlands sowie V. c. turkmenicus im südlichsten Teil des Verbreitungsgebietes von Zentralasien über Afghanistan und Kasachstan bis in den Nordosten des Iran.
Das Wort Korsak stammt aus einer Turksprache (vgl. türkeitürkisch karsak) und wurde über die Vermittlung des Russischen (Корсак, korsak) ins Deutsche und weitere europäische Sprachen entlehnt. Die weitere Herleitung ist ungewiss, möglicherweise geht es auf ein turkisches *qarsa „eilig, hastig“ zurück, der Fuchs wäre mithin nach seiner „umherschweifenden“ Lebensweise benannt.

## Gefährdung und Schutz

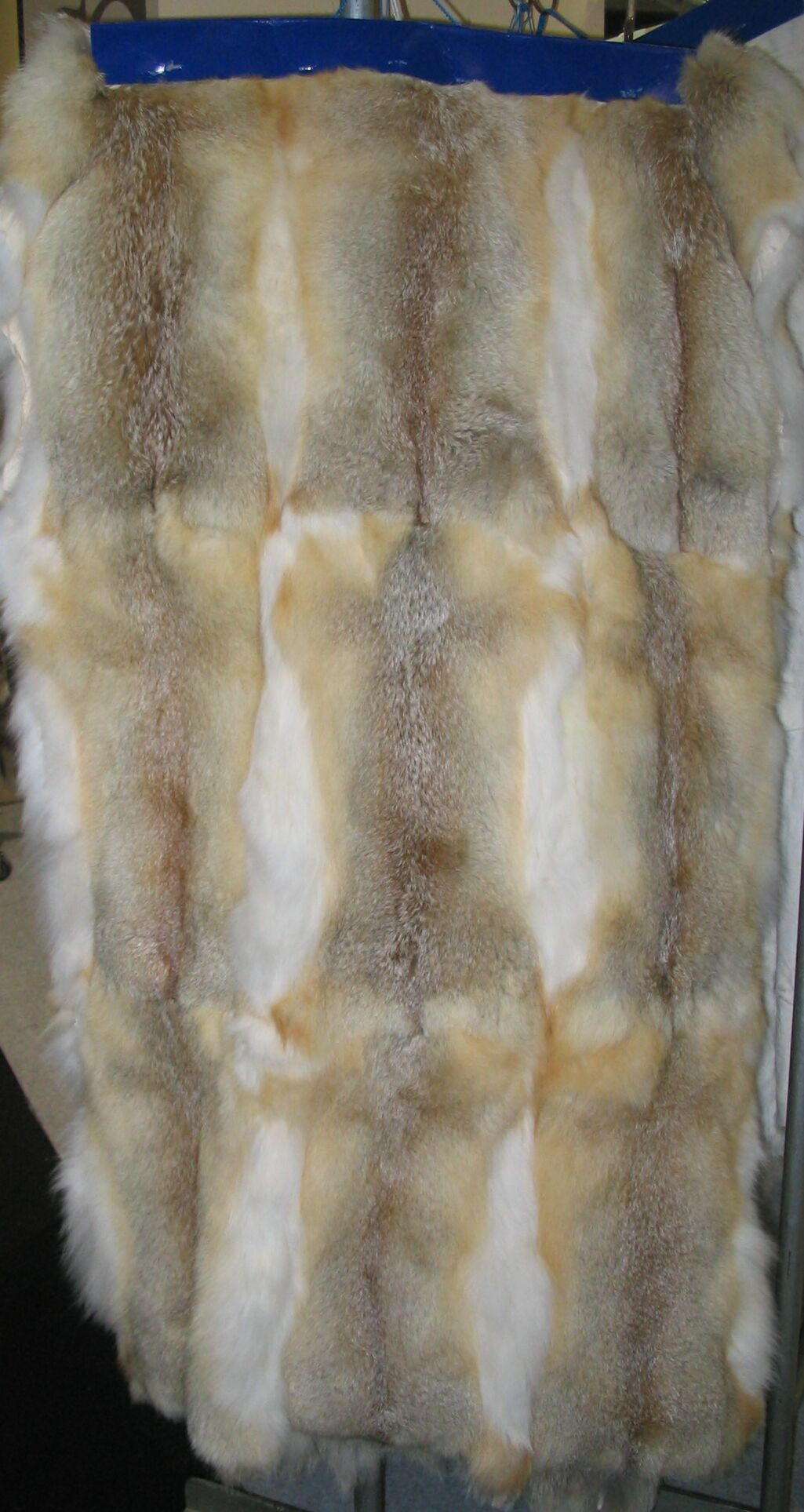
Tafeln aus Korsakfellen („Mongolische Kitfüchse“)

Die Jagd auf Steppenfüchse ist im heutigen Kasachstan seit der Bronzezeit bekannt. Vor allem dort und im heutigen Kirgisistan geht der Handel mit Korsakfellen bis in das 13. Jahrhundert zurück. Die traditionelle Bejagung findet mit eigens für die Jagd gezüchteten Windhunden, den Tazi, sowie als Beizjagd mit dem Würgfalken und dem Steinadler (Aquila chrysaetos) statt, allerdings werden auch Gewehre und Fallen an den Eingängen der Baue eingesetzt.
Wegen des dichten, schönen Pelzes wurde der Art vor allem in der Vergangenheit stark nachgestellt, die Verfolgung dauert aber an. In einigen Jahren des 19. Jahrhunderts wurden in Russland 40.000 bis 50.000 Pelze pro Jahr gehandelt. Beim Pelzhandel auf der Irbit-Messe in Sibirien wurden Ende des 19. Jahrhunderts jährlich etwa 10.000 Korsakfelle verkauft. Vor allem in den 1920er Jahren kam der Korsak aufgrund einer neuen Färbemethode in Mode. Auffallend sind zwei sehr unterschiedliche, willkürliche Jahresexportzahlen: Für die Saison 1925/26 waren es 71.629 Felle, für die darauffolgende Saison 1926/27 sind nur noch 22.836 Stück angegeben. Vor allem in China, der Mongolei, Russland und anderen Teilen der nördlichen Verbreitungsgebiete waren die Pelze zumindest vor 2008 noch beliebt und wurden intensiv gehandelt.
Da der Steppenfuchs in Kulturlandschaften nur schlecht zurechtkommt, stellt die Verwandlung vieler Steppengebiete in Acker- und Weideland sowie die regional teilweise sehr starke Zunahme von Weidetieren eine Bedrohung für ihn dar. Die teilweise starke Bejagung führte zudem in Teilen des Verbreitungsgebiets zu starken Rückgängen der Tiere. Diese und der zusätzliche Verlust des Lebensraumes sind die Hauptursachen für das Verschwinden des Steppenfuchses aus großen Teilen seines früheren Verbreitungsgebietes. Für das 20. Jahrhundert sind einige „katastrophale“ Zusammenbrüche der Populationen dokumentiert, die auch zu Jagdverboten wie in Kasachstan von 1928 bis 1938 führten. Gesicherte Angaben zur Bestandsgröße oder zur Bestandsentwicklung gibt es nicht, zudem schwanken die Bestandszahlen abhängig von den klimatischen Bedingungen und anderen Faktoren sehr stark. In besonders extremen Jahren können die Bestände regional bis auf ein Zehntel innerhalb eines Jahres abnehmen.
Aufgrund des großen Verbreitungsgebietes und derzeit fehlenden ernsthaften Gefährdungen stuft die International Union for Conservation of Nature and Natural Resources (IUCN) die Art allerdings als „nicht gefährdet“ (Least concern) ein, da eine akute Bedrohung für die Bestände nicht besteht. Der Steppenfuchs wird zudem nicht in den Listen der Convention on International Trade in Endangered Species of Wild Fauna and Flora (Washingtoner Artenschutzübereinkommen, CITES) geführt. Die Jagd auf den Fuchs ist in den Ländern des Verbreitungsgebietes reglementiert. So ist die Bejagung und die Nutzung von Fallen etwa in Russland, Kasachstan und Turkmenistan nur im Zeitraum von November bis März erlaubt. Darüber hinaus sind einzelne Jagdmethoden wie das Ausgraben, Ausräuchern oder Fluten der Baue sowie Giftfallen verboten. In Afghanistan ist der Steppenfuchs eine geschützte Art und die Jagd und der Handel mit Korsakfellen verboten.